# Universal Studios
Universal City Studios, LLC, făcând afaceri ca Universal Pictures (cunoscută și ca Universal Studios sau simplu Universal), este o companie de producție și distribuire de filme cu sediul la complexul Universal Studios în Universal City, Califonia, și este studioul emblematic al Universal Studios, Inc., brațul de studio de film al NBCUniversal, o subsidiară a Comcast.
Fondat în 1912 de Carl Laemmle, Mark Dintenfass, Charles O. Baumann, Adam Kessell, Pat Powers, William Swanson, David Horsley, Robert H. Cochrane și Jules Brulatour, Universal este cel mai în vârstă studio de film supraviețuitor din Statele Unite, al cincilea cel mai vechi după Gaumont, Pathé, Titanus și Nordisk Film și cel mai în vârstă membru al celor Cinci Mari studiouri ale Hollywood din punct de vedere a pieții de filme.
Seriile de filme cu cel mai mare succes comercial de la Universal includ Furios și iute, Jurassic Park și Sunt un mic ticălos. În plus, librăria studioului include mai multe filme individuale precum Fălci și E.T. Extraterestrul, ambele care au devenit printre filmele cu cele mai mari încasări din toate timpurile în timpul lansărilor lor inițiale. Universal este un membru al Asociației Cineaștilor din America (ACA), și a fost unul dintre studiourile majore "Little Three" în timpul erei de aur a Hollywood.

## Unități
- Universal Pictures International
  - Universal International Distribution
- Universal Pictures Home Entertainment
  - Universal Home Entertainment Productions
  - Universal 1440 Entertainment
  - DreamWorks Animation Home Entertainment
  - Universal Sony Pictures Home Entertainment Australia (în parteneriat cu Sony Pictures Home Entertainment)
  - Universal Playback
  - Studio Distribution Services (în parteneriat cu Warner Bros. Discovery Home Entertainment)
- Focus Features
- Universal Pictures International Entertainment
  - NBCUniversal Entertainment Japan
- Working Title Films
  - WT2 Productions
  - Working Title Television
- Illumination
  - Illumination Studios Paris
  - Illumination Labs
  - Moonlight
- DreamWorks Animation
  - DreamWorks Animation Television
  - DreamWorks Classics
    - Big Idea Entertainment (unitate doar cu numele a DreamWorks Animation)
    - Bullwinkle Studios (în parteneriat cu Jay Ward Productions)
    - Harvey Entertainment (unitate doar cu numele a DreamWorks Animation)

  - DreamWorks Theatricals
  - DreamWorks New Media
    - DreamWorksTV

  - DreamWorks Press
- Back Lot Music
- Universal Products & Experiences
- United International Pictures (50%, în parteneriat cu Paramount Pictures)
- Amblin Partners (acțiuni minoritare)[5][6] (în parteneriat cu Reliance Entertainment, Lionsgate Studios și Alibaba Pictures)[7]
  - Amblin Entertainment
  - Amblin Television
  - DreamWorks Pictures
  - Storyteller Distribution[8]
- Blumhouse Holdings, LLC (acțiuni minoritare cu Jason Blum și James Wan)[9]
  - Blumhouse Productions
    - Atomic Monster
    - BH Tilt (în parteneriat cu Neon)
    - BlumHansonAllen Films
    - Blumhouse Books
    - Blumhouse Games
    - Blumhouse International
    - Blumhouse Television (55%, în parteneriat cu ITV Studios)
    - Haunted Movies